# کارکس پراکپتروم
کارکس پراکپتروم (نام علمی: Carex praeceptorum) نام یک گونه از سرده جگن است.